# Аеропорт 77
«Аеропорт 77» (англ. Airport '77) — американський фільм-катастрофа 1977 року.

## Сюжет
Колекціонер Філіп Стівенс протягом свого життя збирав твори мистецтва. І ось Стівенс вирішує виставити своє зібрання картин на загальний огляд. Для цього йому потрібно перевезти колекцію картин до місця виставки в Палм-Біч, США. На його особистому літаку разом з відомими і знаменитими людьми Стівенс вирушають до Каліфорнії. Бандитам стає відомо про цінний вантаж, і вони планують захоплення літака. Але при захопленні літак падає в океан і опиняється на глибині 15 метрів. Пасажири залишаються живі, але в літак починає надходити вода.

## У ролях
| Актор              | Роль                   |
| ------------------ | ---------------------- |
| Джек Леммон        | капітан Дон Галлахер   |
| Лі Грант           | Карен Воллес           |
| Бренда Ваккаро     | Єва Клейтон            |
| Джозеф Коттен      | Ніколас Сент-Даунс III |
| Олівія де Гевіленд | Емілі Лівінгстон       |
| Джеймс Стюарт      | Філіп Стівенс          |
| Джордж Кеннеді     | Джо Патроні            |
| Даррен Макгевін    | Стен Бучек             |
| Крістофер Лі       | Мартін Воллес          |
| Роберт Фоксворт    | Чемберс                |
| Роберт Хукс        | Едді                   |
| Монте Маркхем      | Банкер                 |
| Кетлін Квінлен     | Джулі                  |
| Джил Джерард       | Френк Пауерс           |
| Джеймс Бут         | Ральф Кроуфорд         |
| Моніка Льюїс       | Анна                   |
| Мейді Норман       | Дороті                 |
| Памела Беллвуд     | Ліза                   |
| Арлін Голонка      | місіс Джейн Стерн      |
| Том Салліван       | Стів                   |
| Майкл Еммет Волш   | доктор Вільямс         |
| Майкл Річардсон    | Вокер                  |
| Майкл Патакі       | Вілсон                 |